# David Garrick
David Garrick (født 19. februar 1717, død 20. januar 1779) var en engelsk skuespiller, dramatiker, teaterchef og elev og ven af Samuel Johnson.
Garrick blev født i Hereford i England og var som Johnson uddannet i Lichfield. Johnson lærte ham senere den klassiske litteratur at kende, og i 1737 rejste de til London for at gøre karriere. Efter et forgæves forsøg i juraen gik han over til skuespillet, og det lykkedes. I 1741 blev han vidt berømmet for sin fremstilling af Shakespeares Richard III. Senere blev han direktør for Drury Lane-teatret og stod på engelsk skuespils top de næste 30 år.
Garrick søgte at fremstille sine personer som mennesker, snarere end melodramatiske karikaturer. Han opfordrede sine skuespillere til ikke at være opblæste, men opføre sig som i det virkelige liv.
Sammen med bl.a. Samuel Johnson, Oliver Goldsmith, Edmund Burke og James Boswell tilhørte Garrick "The Club" – en klub af flere blandt de intellektuelle kulturpersonligheder, der prægede den engelske oplysningstid. En klub og en gade i London bærer hans navn.
David Garrick døde i London og er begravet i Poets' Corner i Westminster Abbey. Der er et monument til hans ære i Lichfield Cathedral. Hans liv blev portrætteret i filmen David Garrick fra 1916.